# Dietmar Horcicka

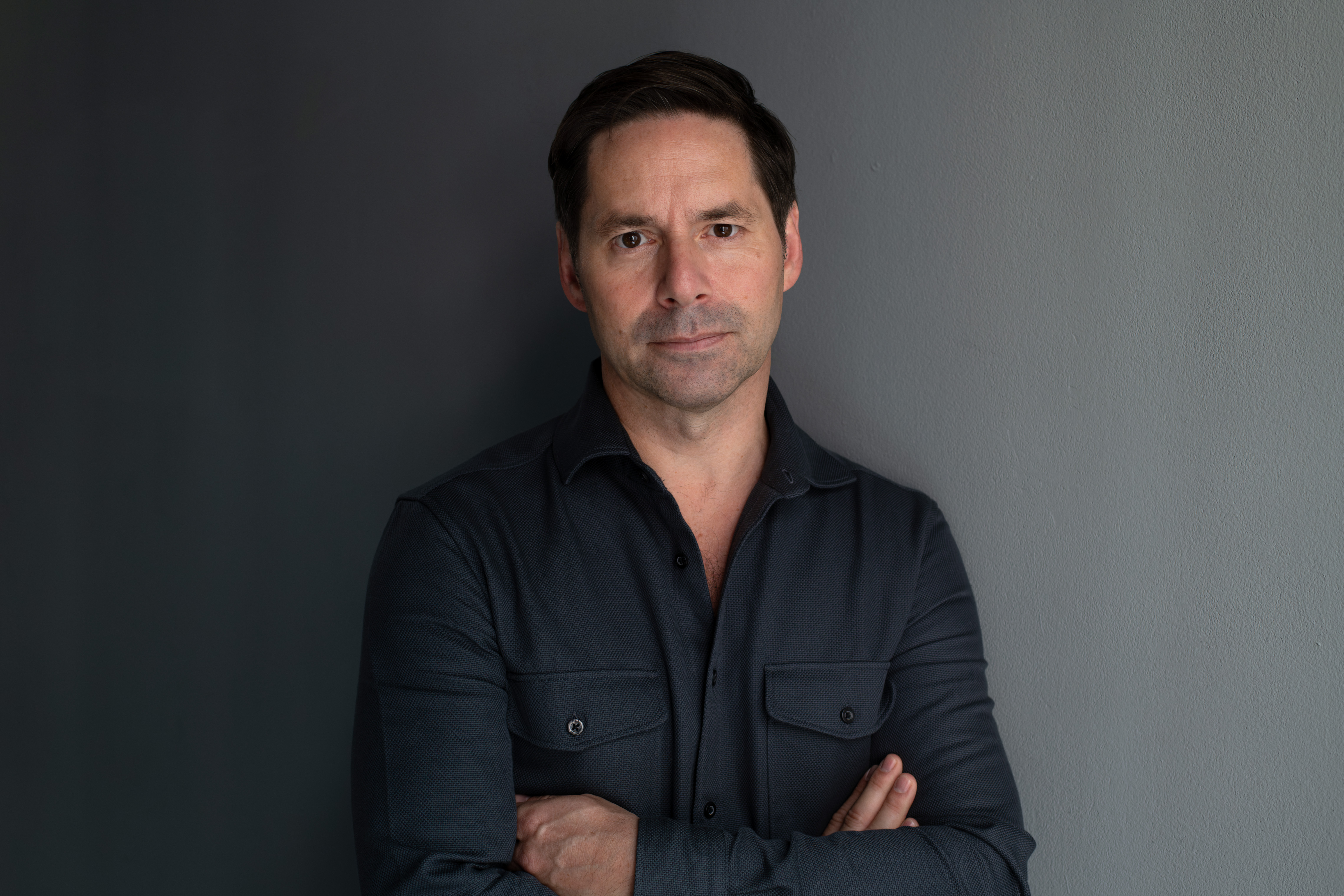
Dietmar Horcicka (2023)

Dietmar Horcicka (* 1972 in Leoben, Steiermark) ist ein österreichischer Schauspieler und Theaterregisseur.

## Leben
Dietmar Horcicka absolvierte seine Schauspielausbildung von 1994 bis 1997 an der Schule für Schauspiel der Landeshauptstadt Kiel. Nach seinem Abschluss war er von 1997 bis 2000 am Stadttheater Bremerhaven engagiert. In der Spielzeit 1999/00 trat er dort als Ruprecht in Der zerbrochne Krug auf. Von 2000 bis 2003 folgte anschließend ein Festengagement am Theater Meiningen. Dort spielte er u. a. Alfred in Geschichten aus dem Wienerwald (Premiere: Spielzeit 2001/02, Regie: Dietrich Hilsdorf), den Malvolio in Was ihr wollt (2003, Regie: Matthias Brenner), die Titelrolle in Richard II. (2003), Philipp Klapproth in Pension Schöller, später als Gast dann die Titelrolle in Ajax (2005, Regie: Sebastian Baumgarten) und den Mercutio in Romeo und Julia (2008, Regie: Thomas Lange).
Seit 2004 ist Horcicka als freischaffender Schauspieler, Regisseur und Chansonnier tätig.
Als Schauspieler hatte er unter anderem Gastverträge am Theater Magdeburg (2005, als Naphta in Der Zauberberg), am Neuen Schauspiel Erfurt (2006 als Demetrius/Flaut in Ein Sommernachtstraum und 2007 als Caliban in Der Sturm) und am Theater Lüneburg (2007, als Jess in Harry und Sally und 2008 als Nr. 7 in Die zwölf Geschworenen).
Mehrfach gastierte er ab 2009 bei den Burgfestspielen Jagsthausen, zunächst als Georg in Götz von Berlichingen (2009), als Franz Moor in Die Räuber (2009), als Franz in Götz von Berlichingen (2010) und als Narr in Was ihr wollt (2010). 2014 trat er dort in der satirischen Komödie Die Geiselnahme von Hans Scheibner auf. 2014 und 2015 übernahm er dort die Rolle des Schülers Pfeiffer in Die Feuerzangenbowle.
Weitere Engagements hatte er am neuen theater Halle (2012–2013), an den Hamburger Kammerspielen (2013–2015), an der Komödie am Kurfürstendamm (2015), am Theater Chur (2016, in dem Vico-Torriani-Musical Hotel Victoria) und in der Komödie am Altstadtmarkt in Braunschweig (2017–2018).
Als Theaterregisseur trat Horcicka mit zahlreichen eigenen Inszenierungen hervor. Als Regisseur war er als stetiger Gastregisseur am Staatstheater Meiningen tätig. Er inszenierte u. a. am Theater Erfurt (Kunst von Yasmina Reza sowie Peter und der Wolf, welches als Gastspiel nach Dubai eingeladen wurde), am Klibühni Chur und bei den Frankenfestspielen Röttingen.
Neben der Schauspielerei war Horcicka immer auch musikalisch als Sänger und Chansonnier aktiv. Er gastierte mit seinen eigenen Solo-Programmen So schön und so blöd zugleich und So gut werde ich nie mit Liedern von Jacques Brel. Sein Programm Brel meets Piaf (2012), mit dem er u. a. in der Berliner Philharmonie auftrat, entstand in Zusammenarbeit mit der Sängerin und Schauspielerin Asita Djavadi.
Horcicka wirkte in einigen Kinofilmen mit und stand in Episodenrollen für verschiedene TV-Serien wie SOKO Wismar (2006, als unangenehmer Anlageberater Sonntag), Die Pfefferkörner (2015, als Hauptkommissar Funke) und Familie Dr. Kleist (2019, als Staatsanwalt Sommer) sowie als Werbedarsteller vor der Kamera.
Horcicka ist Mitglied im Bundesverband Schauspiel (BFFS). Er lebt in Hamburg.

## Auszeichnungen
Horcicka wurde für seine künstlerischen Leistungen mehrfach ausgezeichnet. 1996 gewann er den 1. Preis in der Sparte „Lied und Chanson“ bei Jugend kulturell. Er erhielt außerdem den NDR-Förderpreis und den Publikumspreis. 2014 wurde das Stück Das Wunder von Wörgl, bei dem Horcicka Regie führte, mit dem Kulturpreis Wörgl (Klibühni Chur) ausgezeichnet. Horcickas Bühnenfassung und Inszenierung des Musicals Blues Brothers am Theater Meiningen wurde vom dortigen Theaterförderverein 2019 als „Beste Inszenierung des Jahres“ ausgezeichnet.

## Filmografie (Auswahl)
- 2000: Jetzt oder nie – Zeit ist Geld (Kinofilm)
- 2006: SOKO Wismar: Abgezockt (Fernsehserie, eine Folge)
- 2009: Unter Strom (Kinofilm)
- 2015: Die Pfefferkörner: Vor Gericht (Fernsehserie, eine Folge)
- 2017: Polizeiruf 110: In Flammen (Fernsehreihe)
- 2018: Nord Nord Mord – Sievers und die Frau im Zug (Fernsehreihe)
- 2019: Familie Dr. Kleist: Schweigen ist Blech (Fernsehserie, eine Folge)
- 2019: Unschuldig (Fernsehfilm)
- 2021: SOKO Hamburg: Tod an der Alster (Fernsehserie, eine Folge)
- 2021: Wir bleiben Freunde (Fernsehfilm)
- 2023: Morden im Norden: Tiefer Fall (Fernsehserie, eine Folge)